# Заманювання (шахи)
Заманювання (приманювання) — тактичний прийом у грі шахи, що змушує (за допомогою жертв, нападів або загроз) фігуру суперника зайняти певне поле або лінію з метою використання невдалого положення цієї фігури. 

## Приклад
В партії  Відмар — Ейве (Карлові Вари, 1929) білі здійснюють комбінацію, двічі використавши тему заманювання.
|   | a | b | c | d | e | f | g | h |   |
| 8 | g8 чорний король · f7 чорний пішак · g7 чорний слон · b6 чорний пішак · d6 білий кінь · h6 чорний пішак · a5 чорний пішак · g5 чорний пішак · f4 чорний ферзь · a3 білий ферзь · h3 білий пішак · a2 білий пішак · b2 білий пішак · c2 чорна тура · d1 біла тура · e1 біла тура · h1 білий король | g8 чорний король · f7 чорний пішак · g7 чорний слон · b6 чорний пішак · d6 білий кінь · h6 чорний пішак · a5 чорний пішак · g5 чорний пішак · f4 чорний ферзь · a3 білий ферзь · h3 білий пішак · a2 білий пішак · b2 білий пішак · c2 чорна тура · d1 біла тура · e1 біла тура · h1 білий король | g8 чорний король · f7 чорний пішак · g7 чорний слон · b6 чорний пішак · d6 білий кінь · h6 чорний пішак · a5 чорний пішак · g5 чорний пішак · f4 чорний ферзь · a3 білий ферзь · h3 білий пішак · a2 білий пішак · b2 білий пішак · c2 чорна тура · d1 біла тура · e1 біла тура · h1 білий король | g8 чорний король · f7 чорний пішак · g7 чорний слон · b6 чорний пішак · d6 білий кінь · h6 чорний пішак · a5 чорний пішак · g5 чорний пішак · f4 чорний ферзь · a3 білий ферзь · h3 білий пішак · a2 білий пішак · b2 білий пішак · c2 чорна тура · d1 біла тура · e1 біла тура · h1 білий король | g8 чорний король · f7 чорний пішак · g7 чорний слон · b6 чорний пішак · d6 білий кінь · h6 чорний пішак · a5 чорний пішак · g5 чорний пішак · f4 чорний ферзь · a3 білий ферзь · h3 білий пішак · a2 білий пішак · b2 білий пішак · c2 чорна тура · d1 біла тура · e1 біла тура · h1 білий король | g8 чорний король · f7 чорний пішак · g7 чорний слон · b6 чорний пішак · d6 білий кінь · h6 чорний пішак · a5 чорний пішак · g5 чорний пішак · f4 чорний ферзь · a3 білий ферзь · h3 білий пішак · a2 білий пішак · b2 білий пішак · c2 чорна тура · d1 біла тура · e1 біла тура · h1 білий король | g8 чорний король · f7 чорний пішак · g7 чорний слон · b6 чорний пішак · d6 білий кінь · h6 чорний пішак · a5 чорний пішак · g5 чорний пішак · f4 чорний ферзь · a3 білий ферзь · h3 білий пішак · a2 білий пішак · b2 білий пішак · c2 чорна тура · d1 біла тура · e1 біла тура · h1 білий король | g8 чорний король · f7 чорний пішак · g7 чорний слон · b6 чорний пішак · d6 білий кінь · h6 чорний пішак · a5 чорний пішак · g5 чорний пішак · f4 чорний ферзь · a3 білий ферзь · h3 білий пішак · a2 білий пішак · b2 білий пішак · c2 чорна тура · d1 біла тура · e1 біла тура · h1 білий король | 8 |
| 7 | g8 чорний король · f7 чорний пішак · g7 чорний слон · b6 чорний пішак · d6 білий кінь · h6 чорний пішак · a5 чорний пішак · g5 чорний пішак · f4 чорний ферзь · a3 білий ферзь · h3 білий пішак · a2 білий пішак · b2 білий пішак · c2 чорна тура · d1 біла тура · e1 біла тура · h1 білий король | g8 чорний король · f7 чорний пішак · g7 чорний слон · b6 чорний пішак · d6 білий кінь · h6 чорний пішак · a5 чорний пішак · g5 чорний пішак · f4 чорний ферзь · a3 білий ферзь · h3 білий пішак · a2 білий пішак · b2 білий пішак · c2 чорна тура · d1 біла тура · e1 біла тура · h1 білий король | g8 чорний король · f7 чорний пішак · g7 чорний слон · b6 чорний пішак · d6 білий кінь · h6 чорний пішак · a5 чорний пішак · g5 чорний пішак · f4 чорний ферзь · a3 білий ферзь · h3 білий пішак · a2 білий пішак · b2 білий пішак · c2 чорна тура · d1 біла тура · e1 біла тура · h1 білий король | g8 чорний король · f7 чорний пішак · g7 чорний слон · b6 чорний пішак · d6 білий кінь · h6 чорний пішак · a5 чорний пішак · g5 чорний пішак · f4 чорний ферзь · a3 білий ферзь · h3 білий пішак · a2 білий пішак · b2 білий пішак · c2 чорна тура · d1 біла тура · e1 біла тура · h1 білий король | g8 чорний король · f7 чорний пішак · g7 чорний слон · b6 чорний пішак · d6 білий кінь · h6 чорний пішак · a5 чорний пішак · g5 чорний пішак · f4 чорний ферзь · a3 білий ферзь · h3 білий пішак · a2 білий пішак · b2 білий пішак · c2 чорна тура · d1 біла тура · e1 біла тура · h1 білий король | g8 чорний король · f7 чорний пішак · g7 чорний слон · b6 чорний пішак · d6 білий кінь · h6 чорний пішак · a5 чорний пішак · g5 чорний пішак · f4 чорний ферзь · a3 білий ферзь · h3 білий пішак · a2 білий пішак · b2 білий пішак · c2 чорна тура · d1 біла тура · e1 біла тура · h1 білий король | g8 чорний король · f7 чорний пішак · g7 чорний слон · b6 чорний пішак · d6 білий кінь · h6 чорний пішак · a5 чорний пішак · g5 чорний пішак · f4 чорний ферзь · a3 білий ферзь · h3 білий пішак · a2 білий пішак · b2 білий пішак · c2 чорна тура · d1 біла тура · e1 біла тура · h1 білий король | g8 чорний король · f7 чорний пішак · g7 чорний слон · b6 чорний пішак · d6 білий кінь · h6 чорний пішак · a5 чорний пішак · g5 чорний пішак · f4 чорний ферзь · a3 білий ферзь · h3 білий пішак · a2 білий пішак · b2 білий пішак · c2 чорна тура · d1 біла тура · e1 біла тура · h1 білий король | 7 |
| 6 | g8 чорний король · f7 чорний пішак · g7 чорний слон · b6 чорний пішак · d6 білий кінь · h6 чорний пішак · a5 чорний пішак · g5 чорний пішак · f4 чорний ферзь · a3 білий ферзь · h3 білий пішак · a2 білий пішак · b2 білий пішак · c2 чорна тура · d1 біла тура · e1 біла тура · h1 білий король | g8 чорний король · f7 чорний пішак · g7 чорний слон · b6 чорний пішак · d6 білий кінь · h6 чорний пішак · a5 чорний пішак · g5 чорний пішак · f4 чорний ферзь · a3 білий ферзь · h3 білий пішак · a2 білий пішак · b2 білий пішак · c2 чорна тура · d1 біла тура · e1 біла тура · h1 білий король | g8 чорний король · f7 чорний пішак · g7 чорний слон · b6 чорний пішак · d6 білий кінь · h6 чорний пішак · a5 чорний пішак · g5 чорний пішак · f4 чорний ферзь · a3 білий ферзь · h3 білий пішак · a2 білий пішак · b2 білий пішак · c2 чорна тура · d1 біла тура · e1 біла тура · h1 білий король | g8 чорний король · f7 чорний пішак · g7 чорний слон · b6 чорний пішак · d6 білий кінь · h6 чорний пішак · a5 чорний пішак · g5 чорний пішак · f4 чорний ферзь · a3 білий ферзь · h3 білий пішак · a2 білий пішак · b2 білий пішак · c2 чорна тура · d1 біла тура · e1 біла тура · h1 білий король | g8 чорний король · f7 чорний пішак · g7 чорний слон · b6 чорний пішак · d6 білий кінь · h6 чорний пішак · a5 чорний пішак · g5 чорний пішак · f4 чорний ферзь · a3 білий ферзь · h3 білий пішак · a2 білий пішак · b2 білий пішак · c2 чорна тура · d1 біла тура · e1 біла тура · h1 білий король | g8 чорний король · f7 чорний пішак · g7 чорний слон · b6 чорний пішак · d6 білий кінь · h6 чорний пішак · a5 чорний пішак · g5 чорний пішак · f4 чорний ферзь · a3 білий ферзь · h3 білий пішак · a2 білий пішак · b2 білий пішак · c2 чорна тура · d1 біла тура · e1 біла тура · h1 білий король | g8 чорний король · f7 чорний пішак · g7 чорний слон · b6 чорний пішак · d6 білий кінь · h6 чорний пішак · a5 чорний пішак · g5 чорний пішак · f4 чорний ферзь · a3 білий ферзь · h3 білий пішак · a2 білий пішак · b2 білий пішак · c2 чорна тура · d1 біла тура · e1 біла тура · h1 білий король | g8 чорний король · f7 чорний пішак · g7 чорний слон · b6 чорний пішак · d6 білий кінь · h6 чорний пішак · a5 чорний пішак · g5 чорний пішак · f4 чорний ферзь · a3 білий ферзь · h3 білий пішак · a2 білий пішак · b2 білий пішак · c2 чорна тура · d1 біла тура · e1 біла тура · h1 білий король | 6 |
| 5 | g8 чорний король · f7 чорний пішак · g7 чорний слон · b6 чорний пішак · d6 білий кінь · h6 чорний пішак · a5 чорний пішак · g5 чорний пішак · f4 чорний ферзь · a3 білий ферзь · h3 білий пішак · a2 білий пішак · b2 білий пішак · c2 чорна тура · d1 біла тура · e1 біла тура · h1 білий король | g8 чорний король · f7 чорний пішак · g7 чорний слон · b6 чорний пішак · d6 білий кінь · h6 чорний пішак · a5 чорний пішак · g5 чорний пішак · f4 чорний ферзь · a3 білий ферзь · h3 білий пішак · a2 білий пішак · b2 білий пішак · c2 чорна тура · d1 біла тура · e1 біла тура · h1 білий король | g8 чорний король · f7 чорний пішак · g7 чорний слон · b6 чорний пішак · d6 білий кінь · h6 чорний пішак · a5 чорний пішак · g5 чорний пішак · f4 чорний ферзь · a3 білий ферзь · h3 білий пішак · a2 білий пішак · b2 білий пішак · c2 чорна тура · d1 біла тура · e1 біла тура · h1 білий король | g8 чорний король · f7 чорний пішак · g7 чорний слон · b6 чорний пішак · d6 білий кінь · h6 чорний пішак · a5 чорний пішак · g5 чорний пішак · f4 чорний ферзь · a3 білий ферзь · h3 білий пішак · a2 білий пішак · b2 білий пішак · c2 чорна тура · d1 біла тура · e1 біла тура · h1 білий король | g8 чорний король · f7 чорний пішак · g7 чорний слон · b6 чорний пішак · d6 білий кінь · h6 чорний пішак · a5 чорний пішак · g5 чорний пішак · f4 чорний ферзь · a3 білий ферзь · h3 білий пішак · a2 білий пішак · b2 білий пішак · c2 чорна тура · d1 біла тура · e1 біла тура · h1 білий король | g8 чорний король · f7 чорний пішак · g7 чорний слон · b6 чорний пішак · d6 білий кінь · h6 чорний пішак · a5 чорний пішак · g5 чорний пішак · f4 чорний ферзь · a3 білий ферзь · h3 білий пішак · a2 білий пішак · b2 білий пішак · c2 чорна тура · d1 біла тура · e1 біла тура · h1 білий король | g8 чорний король · f7 чорний пішак · g7 чорний слон · b6 чорний пішак · d6 білий кінь · h6 чорний пішак · a5 чорний пішак · g5 чорний пішак · f4 чорний ферзь · a3 білий ферзь · h3 білий пішак · a2 білий пішак · b2 білий пішак · c2 чорна тура · d1 біла тура · e1 біла тура · h1 білий король | g8 чорний король · f7 чорний пішак · g7 чорний слон · b6 чорний пішак · d6 білий кінь · h6 чорний пішак · a5 чорний пішак · g5 чорний пішак · f4 чорний ферзь · a3 білий ферзь · h3 білий пішак · a2 білий пішак · b2 білий пішак · c2 чорна тура · d1 біла тура · e1 біла тура · h1 білий король | 5 |
| 4 | g8 чорний король · f7 чорний пішак · g7 чорний слон · b6 чорний пішак · d6 білий кінь · h6 чорний пішак · a5 чорний пішак · g5 чорний пішак · f4 чорний ферзь · a3 білий ферзь · h3 білий пішак · a2 білий пішак · b2 білий пішак · c2 чорна тура · d1 біла тура · e1 біла тура · h1 білий король | g8 чорний король · f7 чорний пішак · g7 чорний слон · b6 чорний пішак · d6 білий кінь · h6 чорний пішак · a5 чорний пішак · g5 чорний пішак · f4 чорний ферзь · a3 білий ферзь · h3 білий пішак · a2 білий пішак · b2 білий пішак · c2 чорна тура · d1 біла тура · e1 біла тура · h1 білий король | g8 чорний король · f7 чорний пішак · g7 чорний слон · b6 чорний пішак · d6 білий кінь · h6 чорний пішак · a5 чорний пішак · g5 чорний пішак · f4 чорний ферзь · a3 білий ферзь · h3 білий пішак · a2 білий пішак · b2 білий пішак · c2 чорна тура · d1 біла тура · e1 біла тура · h1 білий король | g8 чорний король · f7 чорний пішак · g7 чорний слон · b6 чорний пішак · d6 білий кінь · h6 чорний пішак · a5 чорний пішак · g5 чорний пішак · f4 чорний ферзь · a3 білий ферзь · h3 білий пішак · a2 білий пішак · b2 білий пішак · c2 чорна тура · d1 біла тура · e1 біла тура · h1 білий король | g8 чорний король · f7 чорний пішак · g7 чорний слон · b6 чорний пішак · d6 білий кінь · h6 чорний пішак · a5 чорний пішак · g5 чорний пішак · f4 чорний ферзь · a3 білий ферзь · h3 білий пішак · a2 білий пішак · b2 білий пішак · c2 чорна тура · d1 біла тура · e1 біла тура · h1 білий король | g8 чорний король · f7 чорний пішак · g7 чорний слон · b6 чорний пішак · d6 білий кінь · h6 чорний пішак · a5 чорний пішак · g5 чорний пішак · f4 чорний ферзь · a3 білий ферзь · h3 білий пішак · a2 білий пішак · b2 білий пішак · c2 чорна тура · d1 біла тура · e1 біла тура · h1 білий король | g8 чорний король · f7 чорний пішак · g7 чорний слон · b6 чорний пішак · d6 білий кінь · h6 чорний пішак · a5 чорний пішак · g5 чорний пішак · f4 чорний ферзь · a3 білий ферзь · h3 білий пішак · a2 білий пішак · b2 білий пішак · c2 чорна тура · d1 біла тура · e1 біла тура · h1 білий король | g8 чорний король · f7 чорний пішак · g7 чорний слон · b6 чорний пішак · d6 білий кінь · h6 чорний пішак · a5 чорний пішак · g5 чорний пішак · f4 чорний ферзь · a3 білий ферзь · h3 білий пішак · a2 білий пішак · b2 білий пішак · c2 чорна тура · d1 біла тура · e1 біла тура · h1 білий король | 4 |
| 3 | g8 чорний король · f7 чорний пішак · g7 чорний слон · b6 чорний пішак · d6 білий кінь · h6 чорний пішак · a5 чорний пішак · g5 чорний пішак · f4 чорний ферзь · a3 білий ферзь · h3 білий пішак · a2 білий пішак · b2 білий пішак · c2 чорна тура · d1 біла тура · e1 біла тура · h1 білий король | g8 чорний король · f7 чорний пішак · g7 чорний слон · b6 чорний пішак · d6 білий кінь · h6 чорний пішак · a5 чорний пішак · g5 чорний пішак · f4 чорний ферзь · a3 білий ферзь · h3 білий пішак · a2 білий пішак · b2 білий пішак · c2 чорна тура · d1 біла тура · e1 біла тура · h1 білий король | g8 чорний король · f7 чорний пішак · g7 чорний слон · b6 чорний пішак · d6 білий кінь · h6 чорний пішак · a5 чорний пішак · g5 чорний пішак · f4 чорний ферзь · a3 білий ферзь · h3 білий пішак · a2 білий пішак · b2 білий пішак · c2 чорна тура · d1 біла тура · e1 біла тура · h1 білий король | g8 чорний король · f7 чорний пішак · g7 чорний слон · b6 чорний пішак · d6 білий кінь · h6 чорний пішак · a5 чорний пішак · g5 чорний пішак · f4 чорний ферзь · a3 білий ферзь · h3 білий пішак · a2 білий пішак · b2 білий пішак · c2 чорна тура · d1 біла тура · e1 біла тура · h1 білий король | g8 чорний король · f7 чорний пішак · g7 чорний слон · b6 чорний пішак · d6 білий кінь · h6 чорний пішак · a5 чорний пішак · g5 чорний пішак · f4 чорний ферзь · a3 білий ферзь · h3 білий пішак · a2 білий пішак · b2 білий пішак · c2 чорна тура · d1 біла тура · e1 біла тура · h1 білий король | g8 чорний король · f7 чорний пішак · g7 чорний слон · b6 чорний пішак · d6 білий кінь · h6 чорний пішак · a5 чорний пішак · g5 чорний пішак · f4 чорний ферзь · a3 білий ферзь · h3 білий пішак · a2 білий пішак · b2 білий пішак · c2 чорна тура · d1 біла тура · e1 біла тура · h1 білий король | g8 чорний король · f7 чорний пішак · g7 чорний слон · b6 чорний пішак · d6 білий кінь · h6 чорний пішак · a5 чорний пішак · g5 чорний пішак · f4 чорний ферзь · a3 білий ферзь · h3 білий пішак · a2 білий пішак · b2 білий пішак · c2 чорна тура · d1 біла тура · e1 біла тура · h1 білий король | g8 чорний король · f7 чорний пішак · g7 чорний слон · b6 чорний пішак · d6 білий кінь · h6 чорний пішак · a5 чорний пішак · g5 чорний пішак · f4 чорний ферзь · a3 білий ферзь · h3 білий пішак · a2 білий пішак · b2 білий пішак · c2 чорна тура · d1 біла тура · e1 біла тура · h1 білий король | 3 |
| 2 | g8 чорний король · f7 чорний пішак · g7 чорний слон · b6 чорний пішак · d6 білий кінь · h6 чорний пішак · a5 чорний пішак · g5 чорний пішак · f4 чорний ферзь · a3 білий ферзь · h3 білий пішак · a2 білий пішак · b2 білий пішак · c2 чорна тура · d1 біла тура · e1 біла тура · h1 білий король | g8 чорний король · f7 чорний пішак · g7 чорний слон · b6 чорний пішак · d6 білий кінь · h6 чорний пішак · a5 чорний пішак · g5 чорний пішак · f4 чорний ферзь · a3 білий ферзь · h3 білий пішак · a2 білий пішак · b2 білий пішак · c2 чорна тура · d1 біла тура · e1 біла тура · h1 білий король | g8 чорний король · f7 чорний пішак · g7 чорний слон · b6 чорний пішак · d6 білий кінь · h6 чорний пішак · a5 чорний пішак · g5 чорний пішак · f4 чорний ферзь · a3 білий ферзь · h3 білий пішак · a2 білий пішак · b2 білий пішак · c2 чорна тура · d1 біла тура · e1 біла тура · h1 білий король | g8 чорний король · f7 чорний пішак · g7 чорний слон · b6 чорний пішак · d6 білий кінь · h6 чорний пішак · a5 чорний пішак · g5 чорний пішак · f4 чорний ферзь · a3 білий ферзь · h3 білий пішак · a2 білий пішак · b2 білий пішак · c2 чорна тура · d1 біла тура · e1 біла тура · h1 білий король | g8 чорний король · f7 чорний пішак · g7 чорний слон · b6 чорний пішак · d6 білий кінь · h6 чорний пішак · a5 чорний пішак · g5 чорний пішак · f4 чорний ферзь · a3 білий ферзь · h3 білий пішак · a2 білий пішак · b2 білий пішак · c2 чорна тура · d1 біла тура · e1 біла тура · h1 білий король | g8 чорний король · f7 чорний пішак · g7 чорний слон · b6 чорний пішак · d6 білий кінь · h6 чорний пішак · a5 чорний пішак · g5 чорний пішак · f4 чорний ферзь · a3 білий ферзь · h3 білий пішак · a2 білий пішак · b2 білий пішак · c2 чорна тура · d1 біла тура · e1 біла тура · h1 білий король | g8 чорний король · f7 чорний пішак · g7 чорний слон · b6 чорний пішак · d6 білий кінь · h6 чорний пішак · a5 чорний пішак · g5 чорний пішак · f4 чорний ферзь · a3 білий ферзь · h3 білий пішак · a2 білий пішак · b2 білий пішак · c2 чорна тура · d1 біла тура · e1 біла тура · h1 білий король | g8 чорний король · f7 чорний пішак · g7 чорний слон · b6 чорний пішак · d6 білий кінь · h6 чорний пішак · a5 чорний пішак · g5 чорний пішак · f4 чорний ферзь · a3 білий ферзь · h3 білий пішак · a2 білий пішак · b2 білий пішак · c2 чорна тура · d1 біла тура · e1 біла тура · h1 білий король | 2 |
| 1 | g8 чорний король · f7 чорний пішак · g7 чорний слон · b6 чорний пішак · d6 білий кінь · h6 чорний пішак · a5 чорний пішак · g5 чорний пішак · f4 чорний ферзь · a3 білий ферзь · h3 білий пішак · a2 білий пішак · b2 білий пішак · c2 чорна тура · d1 біла тура · e1 біла тура · h1 білий король | g8 чорний король · f7 чорний пішак · g7 чорний слон · b6 чорний пішак · d6 білий кінь · h6 чорний пішак · a5 чорний пішак · g5 чорний пішак · f4 чорний ферзь · a3 білий ферзь · h3 білий пішак · a2 білий пішак · b2 білий пішак · c2 чорна тура · d1 біла тура · e1 біла тура · h1 білий король | g8 чорний король · f7 чорний пішак · g7 чорний слон · b6 чорний пішак · d6 білий кінь · h6 чорний пішак · a5 чорний пішак · g5 чорний пішак · f4 чорний ферзь · a3 білий ферзь · h3 білий пішак · a2 білий пішак · b2 білий пішак · c2 чорна тура · d1 біла тура · e1 біла тура · h1 білий король | g8 чорний король · f7 чорний пішак · g7 чорний слон · b6 чорний пішак · d6 білий кінь · h6 чорний пішак · a5 чорний пішак · g5 чорний пішак · f4 чорний ферзь · a3 білий ферзь · h3 білий пішак · a2 білий пішак · b2 білий пішак · c2 чорна тура · d1 біла тура · e1 біла тура · h1 білий король | g8 чорний король · f7 чорний пішак · g7 чорний слон · b6 чорний пішак · d6 білий кінь · h6 чорний пішак · a5 чорний пішак · g5 чорний пішак · f4 чорний ферзь · a3 білий ферзь · h3 білий пішак · a2 білий пішак · b2 білий пішак · c2 чорна тура · d1 біла тура · e1 біла тура · h1 білий король | g8 чорний король · f7 чорний пішак · g7 чорний слон · b6 чорний пішак · d6 білий кінь · h6 чорний пішак · a5 чорний пішак · g5 чорний пішак · f4 чорний ферзь · a3 білий ферзь · h3 білий пішак · a2 білий пішак · b2 білий пішак · c2 чорна тура · d1 біла тура · e1 біла тура · h1 білий король | g8 чорний король · f7 чорний пішак · g7 чорний слон · b6 чорний пішак · d6 білий кінь · h6 чорний пішак · a5 чорний пішак · g5 чорний пішак · f4 чорний ферзь · a3 білий ферзь · h3 білий пішак · a2 білий пішак · b2 білий пішак · c2 чорна тура · d1 біла тура · e1 біла тура · h1 білий король | g8 чорний король · f7 чорний пішак · g7 чорний слон · b6 чорний пішак · d6 білий кінь · h6 чорний пішак · a5 чорний пішак · g5 чорний пішак · f4 чорний ферзь · a3 білий ферзь · h3 білий пішак · a2 білий пішак · b2 білий пішак · c2 чорна тура · d1 біла тура · e1 біла тура · h1 білий король | 1 |
|   | a | b | c | d | e | f | g | h |   |

1.Лe8+! Сf8 (1. … Крh7 2.Фd3+) 
 2.Л: f8+! Кр: f8 
 3.Кf5+ Крg8 
 4.Фf8+!! Кр: f8 (4. … Крh7 5.Фg7#) 
 5.Лd8#
Зазвичай, заманювання — складовий елемент складнішої тактичної операції.